# Stegastes sanctipauli
Stegastes sanctipauli es una especie de peces de la familia Pomacentridae en el orden de los Perciformes.

## Morfología
Los machos pueden llegar alcanzar los 9 cm de longitud total.

## Hábitat y distribución
Es un pez nativo del océano Atlántico centro-oriental y Atlántico suroccidental, citado únicamente en las islas de Sao Paulo (Brasil).